# Kuková
Kuková (ungarisch Kükemező) ist eine Gemeinde im Nordosten der Slowakei mit 737 Einwohnern (Stand 31. Dezember 2024), die im Okres Svidník, einem Kreis des Prešovský kraj, liegt und zur traditionellen Landschaft Šariš gezählt wird.

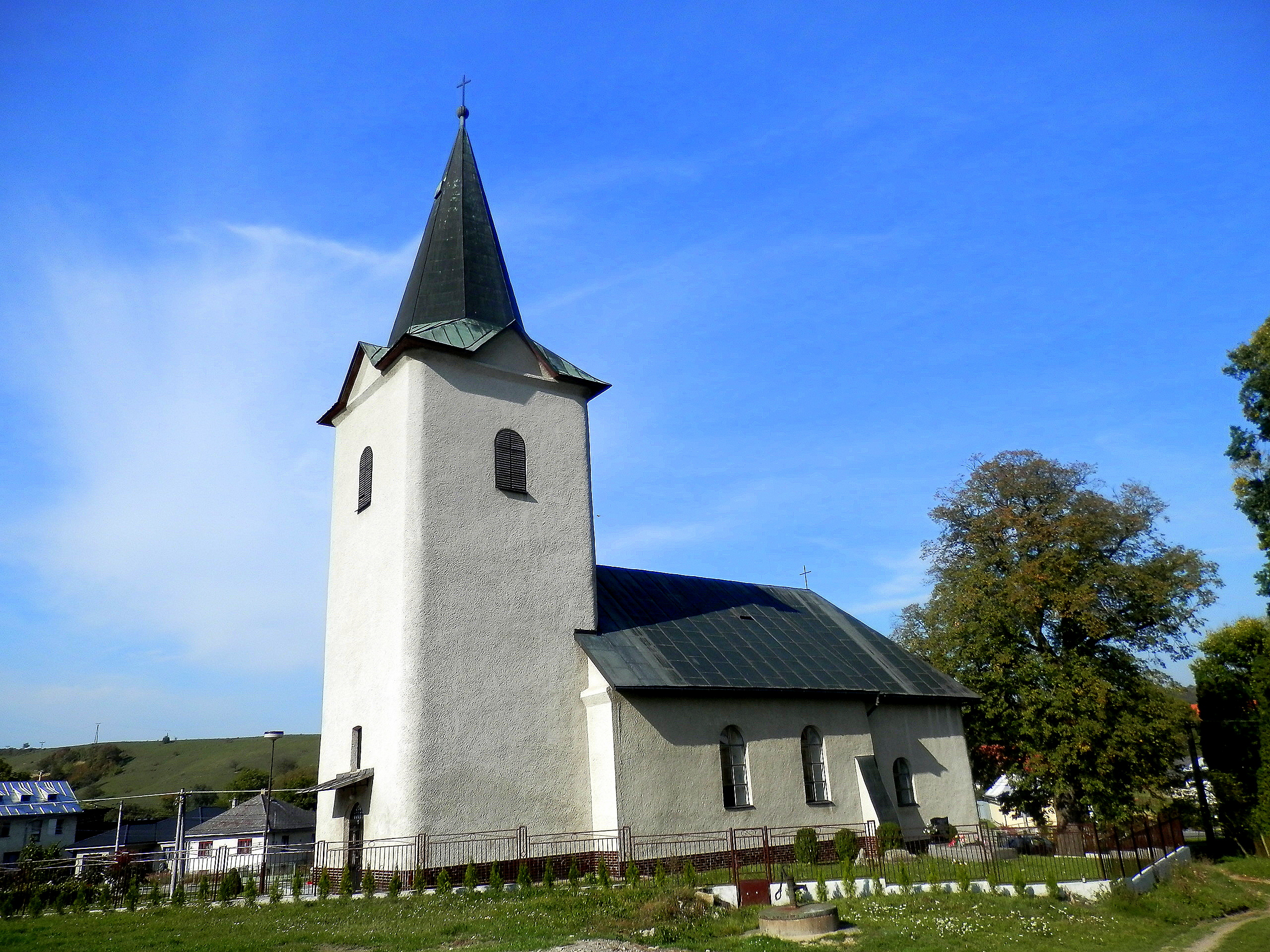
Evangelische Kirche

## Geographie
Die Gemeinde befindet sich im Südteil der Niederen Beskiden im mittleren Topľatal, genauer noch im Seitental des Baches Topola. Das Ortszentrum liegt auf einer Höhe von 210 m n.m. und ist 22,5 Kilometer von Prešov sowie 33,5 Kilometer von Svidník entfernt.
Nachbargemeinden sind Stuľany, Koprivnica und Marhaň im Norden, Kalnište im Nordosten, Lúčka im Osten, Kračúnovce im Süden, Pušovce im Südwesten und Želmanovce im Westen.

## Geschichte
Kuková wurde zum ersten Mal 1342 als Keykmezew schriftlich erwähnt. Im Mittelalter war das Dorf sowohl Besitz des Guts Chmeľovec als auch örtlicher Gutsherren. 1427 sind 24 Porta verzeichnet. Der Besitz gelangte zur Familie Bán im 16. Jahrhundert, nachdem die Reformation im weiten Teilen Königreichs Ungarn Fuß fassen konnte; letztendlich blieb sie der größte Grundbesitzer bis 1945. 1828 zählte man 69 Häuser und 530 Einwohner, die als Kürschner, Landwirte, Stellmacher und Weber beschäftigt waren, dazu gab es im 19. Jahrhundert zahlreiche Obstgärten.
Bis 1918 gehörte der im Komitat Sáros liegende Ort zum Königreich Ungarn und kam danach zur Tschechoslowakei beziehungsweise heute Slowakei. In der Zeit der ersten tschechoslowakischen Republik gab es ein Großgut mit einer Brennerei und drei Wassermühlen. Nach 1945 pendeln Einwohner vermehrt in Industriebetriebe in umliegenden Städten wie Giraltovce, Prešov und Košice.

## Bevölkerung
| Jahr                | 1994 | 2004    | 2014    | 2024    |
| ------------------- | ---- | ------- | ------- | ------- |
| Anzahl der Personen | 691  | 710     | 723     | 737     |
| Unterschied         |      | +2,74 % | +1,83 % | +1,93 % |

| Jahr                | 2023 | 2024    |
| ------------------- | ---- | ------- |
| Anzahl der Personen | 739  | 737     |
| Unterschied         |      | −0,27 % |

Gemäß der Volkszählung 2011 wohnten in Kuková 703 Einwohner, davon 601 Slowaken sowie jeweils ein Russine, Tscheche und Ukrainer. 99 Einwohner machten keine Angabe zur Ethnie.
358 Einwohner bekannten sich zur römisch-katholischen Kirche, 173 Einwohner zur Evangelischen Kirche A. B., 31 Einwohner zur griechisch-katholischen Kirche und ein Einwohner zur orthodoxen Kirche; ein Einwohner bekannte sich zu einer anderen Konfession. Sieben Einwohner waren konfessionslos und bei 102 Einwohnern wurde die Konfession nicht ermittelt.

## Bauwerke und Denkmäler
- evangelische Kirche, ursprünglich im 14. Jahrhundert im gotischen Stil errichtet, heute hat sie ein klassizistisches Aussehen
- moderne römisch-katholische Kirche Aufnahme des Herrn aus dem Jahr 1997
- zwei Landschlösser im Rokokostil aus der zweiten Hälfte des 18. Jahrhunderts